# 광교차량사업소
광교차량사업소(光敎車輛事業所)는 경기도 수원시 영통구 광교동에 있는 신분당선의 소속 차량기지이다. 신분당선 D000호대 전동차의 입·출고와 경·중정비를 담당하고 있다. 심야에 17편성이 주박한다.

## 배선도
광교차량기지와 광교역의 배선도는 다음과 같다. 차량기지 내의 입고선상에 광교역이 함께 들어서 있다. 차량기지 내부에는 유치선, 검사선, 청소선, 시운전선의 22개 선로가 마련되어 있다.